# Internationaler Tag für Reparatur
Der internationale Tag für Reparatur wurde 2017 eingeführt, um den Wert und die Wichtigkeit des Reparierens und Veranstaltungen wie Repair-Cafés zu fördern. Der Aktionstag findet jährlich am dritten Samstag im Oktober statt, erstmals am 21. Oktober 2017. Am zweiten Aktionstag am 20. Oktober 2018 lag der Fokus auf dem Recht auf Reparatur: das Recht auf Zugang zu passenden Informationen, Werkzeug und Ersatzteilen und die Notwendigkeit von Produkten, die haltbarer, effizienter und reparierbar sind.
Der internationale Tag für Reparatur wird von der Open Repair Alliance organisiert, eine internationale Gruppierung von Organisationen, die zusammen daran arbeiten, Elektronikprodukte haltbarer und reparierbarer zu machen: The Repair Cafe Foundation aus den Niederlanden, The Restart Project aus Großbritannien, iFixit, Die Stiftung "Anstiftung" und Fixit Clinic aus den Vereinigten Staaten.